# Grof Olaf
Grof Olaf je fiktivni lik u seriji knjiga Niz nesretnih događaja koju potpisuje Lemony Snicket (Daniel Handler). On je glavni zlikovac u priči i jedini mu je cilj domoći se bogatstva siročadi Baudelaire koji su ostavljeni u njegovoj skrbi nakon što su im roditelji poginuli u požaru koji im je uništio dom.

## Glumačka družina
Grof Olaf je glumac koji u svojoj groznoj kući održava glumačke probe. Njegova glumačka družina sastoji se od dvije žene napudranih, bijelih lica, debele osobe kojoj se ne može odrediti spol, od čovjeka s kukama umjesto ruku, ćelavog čovjeka dugog nosa, čovjeka s bradavicama po licu, dva patuljasta čovjeka i mnogih drugih. Imena tih osoba se spominju u seriji.

## Povijest
Grofu Olafu su također roditelji mrtvi. Ubijeni su otrovnim strelicama, a Grof Olaf krivi roditelje Baudelairovih za to. U knjizi Beatrice Letters spominje se Snicketov prijatelj iz razreda pod imenom Omar (to se ime u seriji često pogreškom zamjenjuje za Olaf). Također piše da i taj dječak ima jednu obrvu, baš kao Olaf.